# Liga Española de Baloncesto 1971-1972
La Liga Española de Baloncesto 1971-1972 è stata la 16ª edizione del massimo campionato spagnolo di pallacanestro maschile. La vittoria finale è stata ad appannaggio del Real Madrid.

## Risultati

### Stagione regolare
|     | Squadra                | G  | V  | N | P  | PF    | PS    | P.ti | Qualificazione                    |
| --- | ---------------------- | -- | -- | - | -- | ----- | ----- | ---- | --------------------------------- |
| 1.  | Real Madrid            | 22 | 21 | 0 | 1  | 2.115 | 1.455 | 42   |                                   |
| 2.  | Barcellona             | 22 | 19 | 0 | 3  | 1.814 | 1.469 | 38   |                                   |
| 3.  | Juventud Badalona      | 22 | 17 | 0 | 5  | 1.778 | 1.393 | 34   |                                   |
| 4.  | Picadero JC            | 22 | 13 | 0 | 9  | 1.531 | 1.591 | 26   |                                   |
| 5.  | Estudiantes            | 22 | 12 | 0 | 10 | 1.686 | 1.560 | 24   |                                   |
| 6.  | Kas                    | 22 | 11 | 0 | 11 | 1.741 | 1.675 | 22   |                                   |
| 7.  | Sant Josep Badalona    | 22 | 9  | 2 | 11 | 1.429 | 1.613 | 20   |                                   |
| 8.  | Manresa                | 22 | 9  | 0 | 13 | 1.713 | 1.736 | 18   |                                   |
| 9.  | RC Náutico de Tenerife | 22 | 7  | 0 | 15 | 1.392 | 1.629 | 14   |                                   |
| 10. | UDR Pineda             | 22 | 5  | 1 | 16 | 1.382 | 1.605 | 11   | spareggi retrocessione/promozione |
| 11. | Breogán                | 22 | 4  | 1 | 17 | 1.229 | 1.652 | 9    | spareggi retrocessione/promozione |
| 12. | Vallehermoso OJE       | 22 | 3  | 0 | 19 | 1.513 | 1.945 | 6    | spareggi retrocessione/promozione |

| Liga Española de Baloncesto 1971-1972 |
| ------------------------------------- |
| Real Madrid 14º titolo                |

### Spareggi retrocessione/promozione
| Squadra 1        | Totale  | Squadra 2                  | Andata | Ritorno |
| ---------------- | ------- | -------------------------- | ------ | ------- |
| UDR Pineda       | 178–92  | CB Universidad de Canarias | 99–41  | 79–51   |
| L'Hospitalet     | 97-99   | Breogán                    | 47–51  | 50–48   |
| Vallehermoso OJE | 122-119 | Real Canoe                 | 58–51  | 64–68   |

## Formazione vincitrice
| N° | Naz.                   | Ruolo | Sportivo              |  | Alt. |  |
| -- | ---------------------- | ----- | --------------------- |  | ---- |  |
| 4  | Spagna (bandiera)      | AP    | Wayne Brabender       |  | 193  |  |
| 5  | Spagna (bandiera)      | P     | Vicente Ramos         |  | 180  |  |
| 6  | Spagna (bandiera)      | C     | Cristóbal Rodríguez   |  | 202  |  |
| 7  | Spagna (bandiera)      | P     | Carmelo Cabrera       |  | 183  |  |
| 8  | Spagna (bandiera)      | AP    | Vicente Paniagua      |  | 194  |  |
| 9  | Spagna (bandiera)      | A     | Toncho Nava           |  | 190  |  |
| 10 | Spagna (bandiera)      | AP    | Emiliano Rodríguez    |  | 191  |  |
| 11 | Spagna (bandiera)      | P     | José Ramón Ramos      |  |      |  |
| 12 | Spagna (bandiera)      | C     | Rafael Rullán         |  | 207  |  |
| 13 | Spagna (bandiera)      | C     | Clifford Luyk         |  | 202  |  |
| 14 | Spagna (bandiera)      | C     | Alberto Viñas Jané    |  |      |  |
| 15 | Stati Uniti (bandiera) | C     | Tim Muller            |  |      |  |
| 15 | Spagna (bandiera)      | P     | Juan Antonio Corbalán |  | 184  |  |
|    | Spagna (bandiera)      | All.  | Pedro Ferrándiz       |  |      |  |